# Charles Deutsch

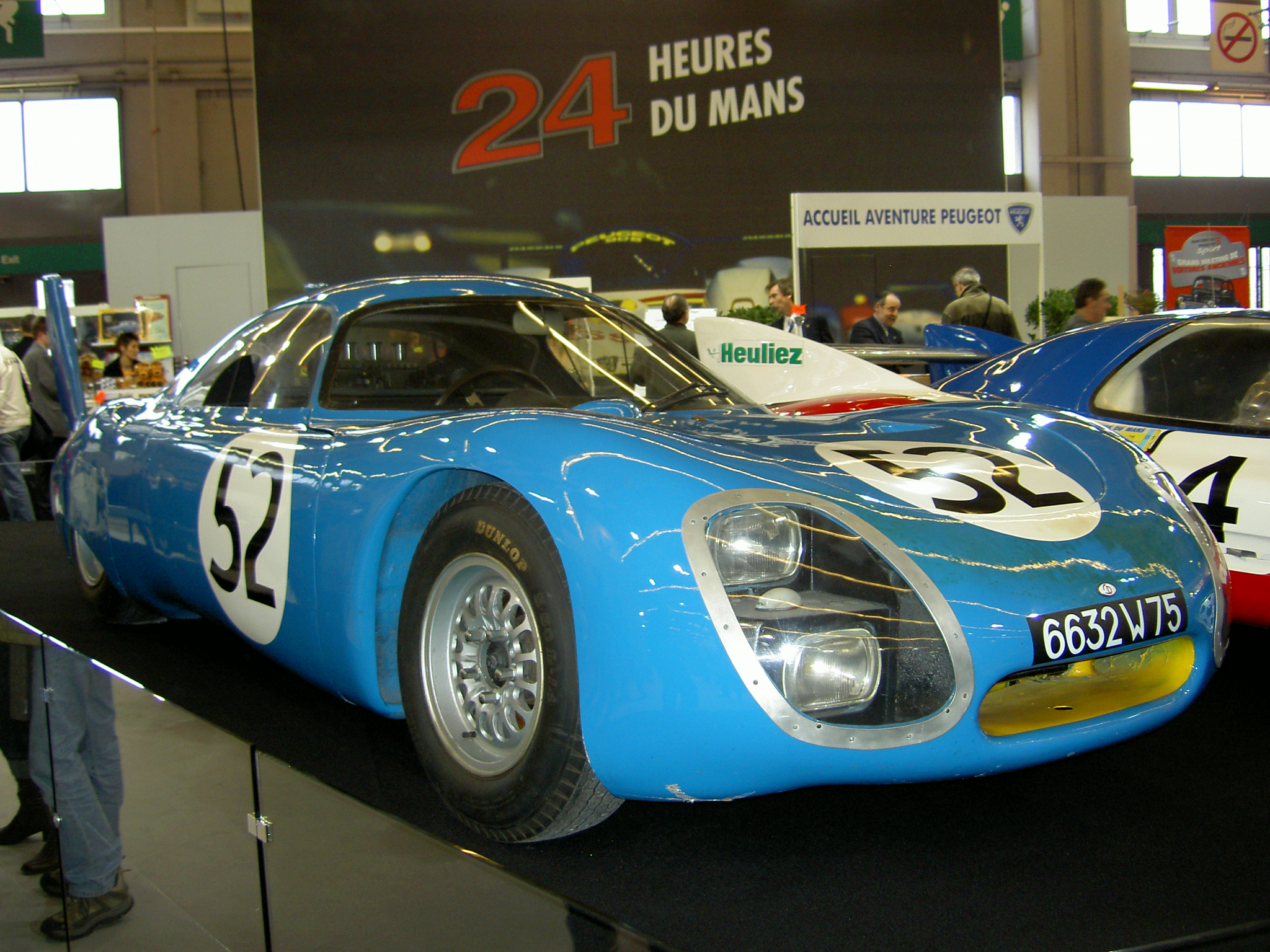
Ein CD-Le-Mans-Sportwagen mit Peugeot-Motor

Charles Georges Deutsch (* 6. September 1911 in Champigny (Marne); † 6. Dezember 1980 in Paris) war ein französischer Autorennfahrer, Aerodynamik-Ingenieur und Automobilkonstrukteur, der zusammen mit René Bonnet die Marke „DB“ gründete. Später fertigte er auch Pkws unter dem Signet „CD“.

## Karriere
Deutsch studierte an der École polytechnique in Palaiseau und promovierte 1931. Von 1936 bis 1962 arbeitet er mit Bonnet zusammen.
Nach der Trennung von Bonnet gründete er die Firma „SERA“, eine Ingenieursgesellschaft zur Entwicklung von Automobilen. Robert Choulet war der bekannteste Schüler von Charles Deutsch.
Deutsch wurde 1969 zum Renndirektor der 24 Stunden von Le Mans ernannt und blieb dies bis zu seinem Tod im Jahr 1980. Sein Unternehmen wurde am 23. April 2007 von Sogeclair, einem Ingenieurunternehmen für Land-, Luft- und Militärtransport, aufgekauft.

## Statistik

### Le-Mans-Ergebnisse
| Jahr | Team        | Fahrzeug | Teamkollege | Platzierung | Ausfallgrund |
| ---- | ----------- | -------- | ----------- | ----------- | ------------ |
| 1949 | René Bonnet | DB       | René Bonnet | Ausfall     | Motorschaden |